# 1505 Koranna
1505 Koranna eller 1939 HH är en asteroid i huvudbältet som upptäcktes 21 april 1939 av den sydafrikanske astronomen Cyril V. Jackson i Johannesburg. Den är uppkallad efter den afrikanska folkgruppen Koranna.
Asteroiden har en diameter på ungefär 22 kilometer.